# София Кристина Еберхардина фон Анхалт-Бернбург-Шаумбург-Хойм
София Кристина Еберхардина фон Анхалт-Бернбург-Шаумбург-Хойм (на немски: Sophie Christine Eberhardine von Anhalt-Bernburg-Schaumburg-Hoym; * 6 февруари 1710 в Хауз Цайц; † 26 октомври 1784 в Нойщат на Орла) от династията Аскани е принцеса от Анхалт-Бернбург-Шаумбург-Хойм и чрез женитба принцеса на Шварцбург-Зондерсхаузен.
Те е дъщеря на княз Лебрехт фон Анхалт-Бернбург-Шаумбург-Хойм (1669 – 1727) и втората му съпруга Еберхардина Якоба Вилхелмина фрайин фон Вееде, графиня на Баленщет (1682 – 1724).

## Фамилия
София Кристина се омъжва на 10 ноември 1728 г. в Зондерсхаузен за принц Кристиан фон Шварцбург-Зондерсхаузен (1700 – 1749). Те имат децата:
- Гюнтерина Албертина (1729 – 1794)
- Елизабет Рудолфина (1731 – 1771), омъжена на 30 април 1761 г. за граф Йозеф Антон цу Йотинген-Балдерн (1720 – 1778)
- Гюнтер XLIV (1732 – 1733)
- Фридрих Гюнтер (1733 – 1734)
- Кристиан Гюнтер (* 1736, умира като дете)
- Йозефа Еберхардина Адолфа Вилхелмина (1737 – 1788), омъжена 3 август 1752 г. в Нойщат на Орла за граф Георг Албрехт III фон Ербах-Фюрстенау (1731 – 1778)